# Kalasin (Provinz)
Kalasin (Thai: กาฬสินธุ์) ist eine Provinz (Changwat) in der Nordostregion Thailands, dem Isan. Die Hauptstadt der Provinz Kalasin heißt ebenfalls Kalasin.

## Geographie
Die Landschaft ist geprägt von hügeligen Waldungen und Reisfeldern. Im Norden liegt der Lam-Pao-Staudamm, der in den sechziger Jahren gebaut wurde und zur künstlichen Bewässerung in der Landwirtschaft dient. An der Grenze zur Provinz Sakon Nakhon wurde in den Phu Phan-Bergen der Nationalpark Phu Phan ausgewiesen.
| Benachbarte Provinzen: | Benachbarte Provinzen:      |
| ---------------------- | --------------------------- |
| Norden                 | Udon Thani und Sakon Nakhon |
| Osten                  | Mukdahan                    |
| Süden                  | Roi Et und Maha Sarakham    |
| Westen                 | Khon Kaen                   |

### Staudämme
- Lam Pao

### Klima
Das Klima ist tropisch-monsunal.

## Bildung
- Universitäten:
  - Rajamangala Universität für Technologie Isaan (มหาวิทยาลัยเทคโนโลยีราชมงคลอีสาน)
  - Rajabhat-Universität Kalasin (มหาวิทยาลัยราชภัฏกาฬสินธุ์)
  - Mahamakut-Universität (มหาวิทยาลัยมหามกุฏราชวิทยาลัย)

## Wirtschaft und Bedeutung
Im Jahr 2008 betrug das „Gross Provincial Product“ (Bruttoinlandsprodukt) der Provinz 40.412 Millionen Baht. Der Mindestlohn der Provinz beträgt seit dem 1. Januar 2011 167 Baht pro Tag (etwa 4 €).

### Daten
Die unten stehende Tabelle zeigt den Anteil der Wirtschaftszweige am Gross Provincial Product in Prozent:
| Wirtschaftszweig | 2006 | 2007 | 2008 |
| ---------------- | ---- | ---- | ---- |
| Landwirtschaft   | 23,6 | 25,2 | 24,4 |
| Industrie        | 11,9 | 12,6 | 12,0 |
| Andere           | 64,5 | 62,2 | 63,6 |

Die Provinz Kalasin hat insgesamt 805 Feuchtgebiete mit einer Fläche von 141,5 km², die mehr oder weniger intensiv für die Landwirtschaft genutzt werden.

## Geschichte
Ausgrabungen beweisen die Siedlungstätigkeit der Lawa, die sich bereits vor über 1600 Jahren hier aufhielten. Die älteste Stadt in dieser Gegend wurde erst 1793 gegründet. Die Provinz selbst entstand zunächst Anfang des 20. Jahrhunderts während der Thesaphiban-Bewegung, wurde aber 1932 mit der Provinz Maha Sarakham zusammengelegt. 1947 wurde die Provinz in ihren vorherigen Grenzen wiedererrichtet.

## Sehenswürdigkeiten
- Mueang Fa Daet (vollständiger Name Mueang Fa Daet Song Yang, เมืองฟ้าแดดสงยาง) – Ausgrabungsstätte einer über 1000 Jahre alten Stadt aus der Dvaravati-Periode im Amphoe Kamalasai, 19 Kilometer südöstlich von der Provinzhauptstadt.
- Nationalparks:
  - Nationalpark Phu Phan (Thai: อุทยานแห่งชาติภูพาน)

## Wappen

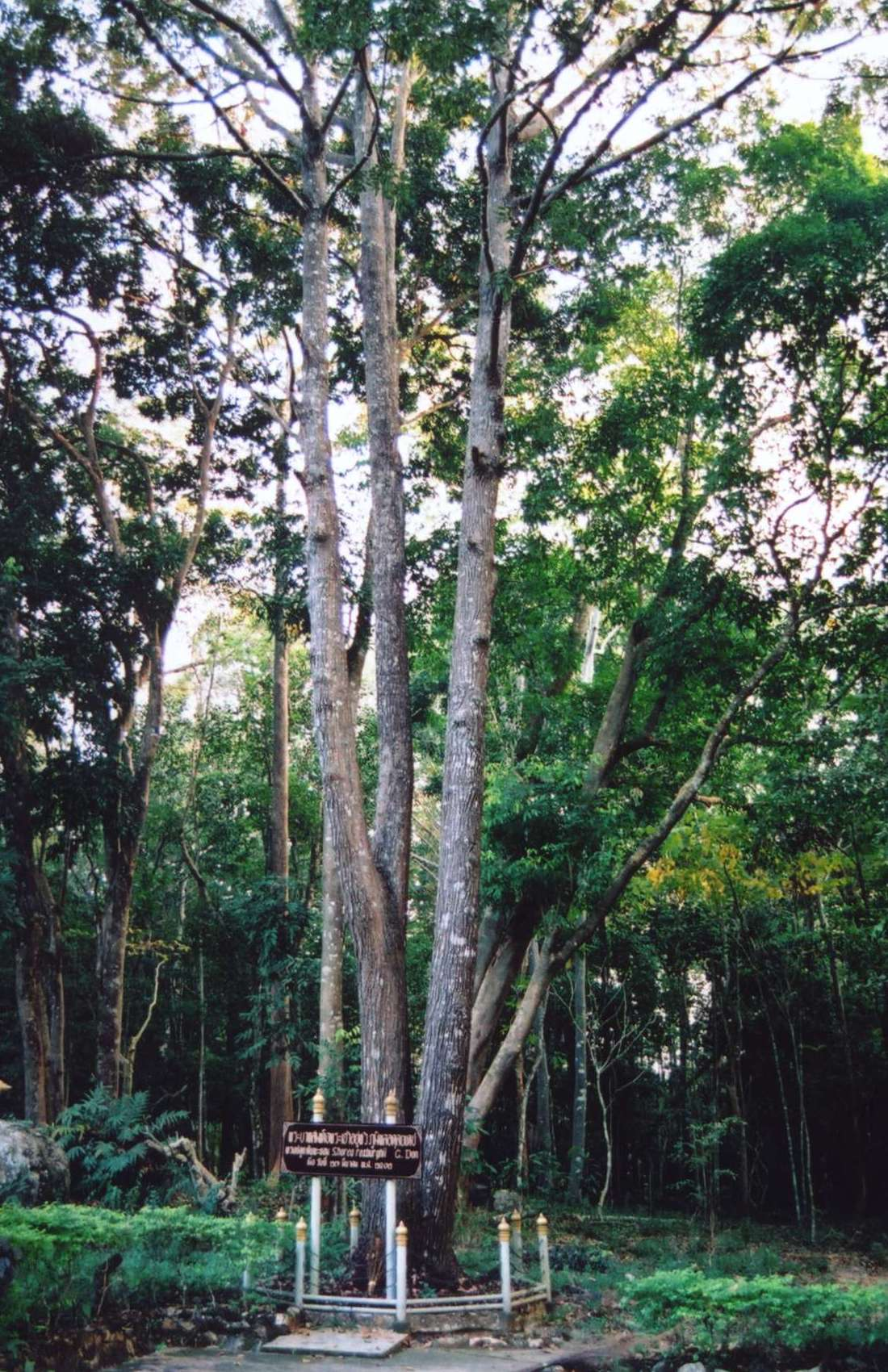
Shorea roxburghii

Das Wappen der Provinz Kalasin zeigt einen Teich vor einer Berglandschaft, die eine natürliche Grenze der Provinz bilden. Das Wasser im Teich ist schwarz, was an den Namen der Provinz erinnern soll: Kalasin heißt übersetzt „Schwarzes Wasser“. Die großen Wolken und das Wasser symbolisieren die Fruchtbarkeit der Gegend.
Die lokale Blume ist Payom oder Süße Shorea (Shorea roxburghii), der lokale Baum ist Sa Mae San (Cassia garrettiana).
Der Wahlspruch der Provinz Kalasin lautet:
Kalasin, sein alter Name ist Fa Daet Song Yang,
Ponglang, die Instrumente für Volksmusik werden viel gespielt,
Die Phu Thai-Kultur und die Phrae Wa-Seide ist weit bekannt und glänzend,
Pha Sawoei, eine hohe Klippe in den Phuphan-Bergen,
Der Fluss Lam Pao fließt durch die Stadt,
Dinosaurier, eine große langschwänzige Art,
lebten hier eine Million Jahre für unsere Erinnerung.

## Verwaltungseinheiten

### Provinzverwaltung
Die Provinz ist in 18 Landkreise (Amphoe) gegliedert. Die Landkreise sind weiter unterteilt in 134 Gemeinden (Tambon) und 1509 Dörfer (Muban).
| \| Nr. \| Amphoe \| Thai \| \| Nr. \| Amphoe \| Thai \| \| --- \| -------------- \| --------------- \| \| --- \| ------------ \| ------------- \| \| 01 \| Mueang Kalasin \| อำเภอเมืองกาฬสินธุ์ \| \| 10 \| Kham Muang \| อำเภอคำม่วง \| \| 02 \| Na Mon \| อำเภอนามน \| \| 11 \| Tha Khantho \| อำเภอท่าคันโท \| \| 03 \| Kamalasai \| อำเภอกมลาไสย \| \| 12 \| Nong Kung Si \| อำเภอหนองกุงศรี \| \| 04 \| Rong Kham \| อำเภอร่องคำ \| \| 13 \| Somdet \| อำเภอสมเด็จ \| \| 05 \| Kuchinarai \| อำเภอกุฉินารายณ์ \| \| 14 \| Huai Phueng \| อำเภอห้วยผึ้ง \| \| 06 \| Khao Wong \| อำเภอเขาวง \| \| 15 \| Sam Chai \| อำเภอสามชัย \| \| 07 \| Yang Talat \| อำเภอยางตลาด \| \| 16 \| Na Khu \| อำเภอนาคู \| \| 08 \| Huai Mek \| อำเภอห้วยเม็ก \| \| 17 \| Don Chan \| อำเภอดอนจาน \| \| 09 \| Sahatsakhan \| อำเภอสหัสขันธ์ \| \| 18 \| Khong Chai \| อำเภอฆ้องชัย \| |                |                 |  |     |              |               |
| Nr. | Amphoe         | Thai            |  | Nr. | Amphoe       | Thai          |
| 01 | Mueang Kalasin | อำเภอเมืองกาฬสินธุ์ |  | 10  | Kham Muang   | อำเภอคำม่วง    |
| 02 | Na Mon         | อำเภอนามน       |  | 11  | Tha Khantho  | อำเภอท่าคันโท   |
| 03 | Kamalasai      | อำเภอกมลาไสย    |  | 12  | Nong Kung Si | อำเภอหนองกุงศรี |
| 04 | Rong Kham      | อำเภอร่องคำ      |  | 13  | Somdet       | อำเภอสมเด็จ    |
| 05 | Kuchinarai     | อำเภอกุฉินารายณ์   |  | 14  | Huai Phueng  | อำเภอห้วยผึ้ง    |
| 06 | Khao Wong      | อำเภอเขาวง      |  | 15  | Sam Chai     | อำเภอสามชัย    |
| 07 | Yang Talat     | อำเภอยางตลาด    |  | 16  | Na Khu       | อำเภอนาคู      |
| 08 | Huai Mek       | อำเภอห้วยเม็ก     |  | 17  | Don Chan     | อำเภอดอนจาน   |
| 09 | Sahatsakhan    | อำเภอสหัสขันธ์     |  | 18  | Khong Chai   | อำเภอฆ้องชัย    |

### Lokalverwaltung
Für das ganze Gebiet der Provinz besteht eine Provinz-Verwaltungsorganisation (องค์การบริหารส่วนจังหวัด, kurz อบจ., Ongkan Borihan suan Changwat; englisch Provincial Administrative Organization, PAO).
In der Provinz gibt es zwei Städte (เทศบาลเมือง – Thesaban Mueang): Kalasin (เทศบาลเมืองกาฬสินธุ์) und Bua Khao (เทศบาลเมืองบัวขาว).
Daneben gibt es 33 Kleinstädte (เทศบาลตำบล – Thesaban Tambon).